# اسکات مک‌دونالد
اسکات مک‌دونالد (انگلیسی: Scott McDonald؛ زادهٔ ۲۱ اوت ۱۹۸۳) یک بازیکن فوتبال اهل استرالیا است.
از باشگاه‌هایی که در آن بازی کرده‌است می‌توان به میدلزبورو، باشگاه فوتبال مادرول، باشگاه فوتبال ای. اف. سی بورنموث، باشگاه فوتبال هادرسفیلد تاون، باشگاه فوتبال ویمبلدون، ساوت‌همپتون، و سلتیک اشاره کرد.
وی همچنین در تیم ملی فوتبال استرالیا بازی کرده است.